# Chiriguano

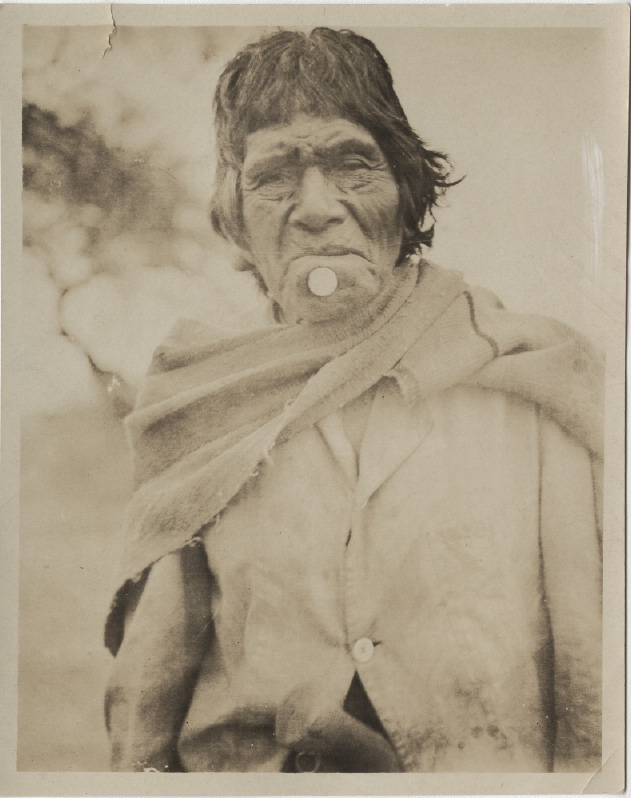
Chiriguano-Indianer

Die Chiriguano oder Ava Chahuanco sind ein indigenes Volk Südamerikas, das von Guarani Paraguays abstammt, welche sich ab 1471 entlang der Anden-Vorgebirge niederließen. Der größte Teil wohnt im nördlichen Argentinien (Provinzen Salta, Formosa und Chaco) sowie im Süden Paraguays und Boliviens. Man schätzt die Zahl der derzeit noch zum Chiriguano-Volk gehörenden Menschen auf etwa 100.000, wobei die Zahl deutlich höher liegen könnte, da sich viele Chiriguanos wegen der Diskriminierung als Mestizen ausgeben. Außerdem ist Chiriguano eigentlich ein pejorativer Name, der von dem hochländischen Volk der Quechua vergeben wurde und etwa „kalter Mist“ bedeutet.
Die Chiriguano gehören zu den Guaraní und bezeichnen sich in der Regel selbst bevorzugt so. Sie gehören einer der größten Sprachfamilien Südamerikas an, den Tupí-Guaraní-Sprachen. In seinem Reisebericht über das so genannte ostbolivianische Hochland von 1926 charakterisierte Oskar Schmieder das Volk wie folgt:
- Leben in kleinen Dörfern oder verstreut in den Wäldern
- Die Häuser verfügen nur über einen größeren Raum und bestehen aus Pfählen, die horizontal mit Schilfrohr und Ästen verflochten sind, wobei die Ritzen mit Lehm verschmiert werden.
- Frauen tragen ein sackartiges, ärmelloses tipoi, Männer angepasste europäische Kleidung, Viehhirten eine besondere Lederkleidung, welche vor den Dornbüschen schützt
- Der Brauch, bei Festen das Gesicht mit dem Rot des Annattostrauchs zu bemalen, wurde trotz weitgehender Christianisierung beibehalten
- Neugieriger, aufgeweckter und aufgeschlossener als Indios aus dem nahen Hochland
- handwerklich geschickt
- Schätzen den Müßiggang, sind nur schwer zu regelmäßiger Arbeit zu bewegen
- Lieben das Wasserbad
- Mais- und Algarrobo-Bier (Chicha) gehören zu den Hauptinteressen der Männer
- Wegen Krankheiten und Auswanderungen in Richtung Jujuy war ein Bevölkerungsrückgang zu verzeichnen.

Die früher wahrscheinlich arawaksprachigen Chané, die in vorkolonialer Zeit von den eingewanderten Guaraní besiegt und als Dienervolk behandelt wurden, sind in den Chiriguano sowie der guaranisprachigen Bevölkerung Paraguays aufgegangen. Einige Quellen sehen die Chiriguano daher auch explizit als eine Mischung der Guaraní mit den Chané, da sie Merkmale beider Ethnien tragen. Unter den Chiriguano war das Tragen von Lippenpflöcken üblich.